# 口笛吹きと犬

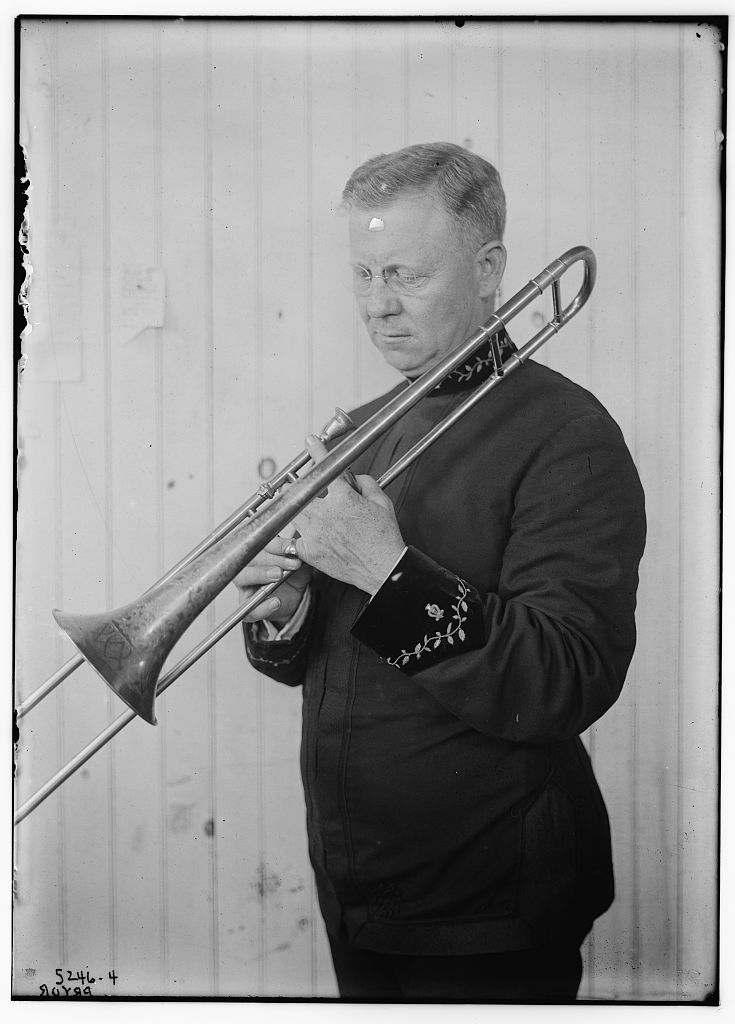
1920年のアーサー・プライヤー

『口笛吹きと犬』（くちぶえふきといぬ、The Whistler And His Dog  ）は、アメリカのトロンボーン奏者アーサー・プライヤーが作曲したオーケストラのための作品。プライヤーの作品の中でも有名で、多く知られている。

## 概要
1905年に作曲されたが、詳しい作曲の動機は未だに不明である。しかしプライアーの少ない作品の中で、この作品だけが多く知られ、演奏されることが多い。なお、この作品のモデルは、プライアーが飼っていたロキシーという愛犬である。
日曜日の朝の公園、少年が現れて口笛を吹くと、遠くから駆け寄ってくる小犬の姿がある。少年と小犬はじゃれ合い、スキップしながら、少年と小犬が遠ざかって行く。という一場面を音楽で表現している。演奏時間は約2分。

## 日本での使用
- トリスウイスキー（サントリー） - CMで使用され、CMソングを集めたCDにも収録された[1]。
- Everio（JVCケンウッド） - 2004年のCMで使用[2]。
- プロミス - 中川翔子が探偵に扮して出演する2008年放映のCM「マナーさん/想像篇」で使用された[3]。
- au - 松岡修造と柳原可奈子がショップ店員役で出演する2014年のテレビCM「データ選べておトク」篇で使用された。演奏は栗コーダーカルテット[4]。
- 日本郵政グループ - 2022年から放映されているテレビCM「ご近所散歩中」シリーズは、犬を連れて散歩中の人々が近所の郵便局のさまざまな取り組みを知っていくストーリーであるが、『口笛吹きと犬』のメロディに独自の歌詞を乗せている[5]。